# マイラン (ジョージア州)
マイラン（Milan、[ˈmaɪlən] MY-lən）は、アメリカ合衆国ジョージア州ドッジ郡とテルフェア郡にまたがる位置にある都市。2010年のアメリカ合衆国国勢調査では人口700人で、2000年の調査時点における1,012人から減少している。

## 地理
マイランは、ドッジ郡南東部とテルフェア郡北西部にまたがる、北緯32度1分13秒 西経83度3分51秒 / 北緯32.02028度 西経83.06417度 (32.020195, -83.064091) に位置している。郡の境界線は、市の中央を横切っている。国道280号線は、市の中心より、やや南側を貫いており、東方は10マイル (16 km)ほどでマクレア、西方は15マイル (24 km)ほどでアベビルに繋がっている。
アメリカ合衆国国勢調査局によると、市の面積は3.2平方マイル (8.2 km2)で、そのうち3.1平方マイル (8.1 km2)は陸地で、市の面積の1.26%にあたる0.04平方マイル (0.1 km2)は水面である。

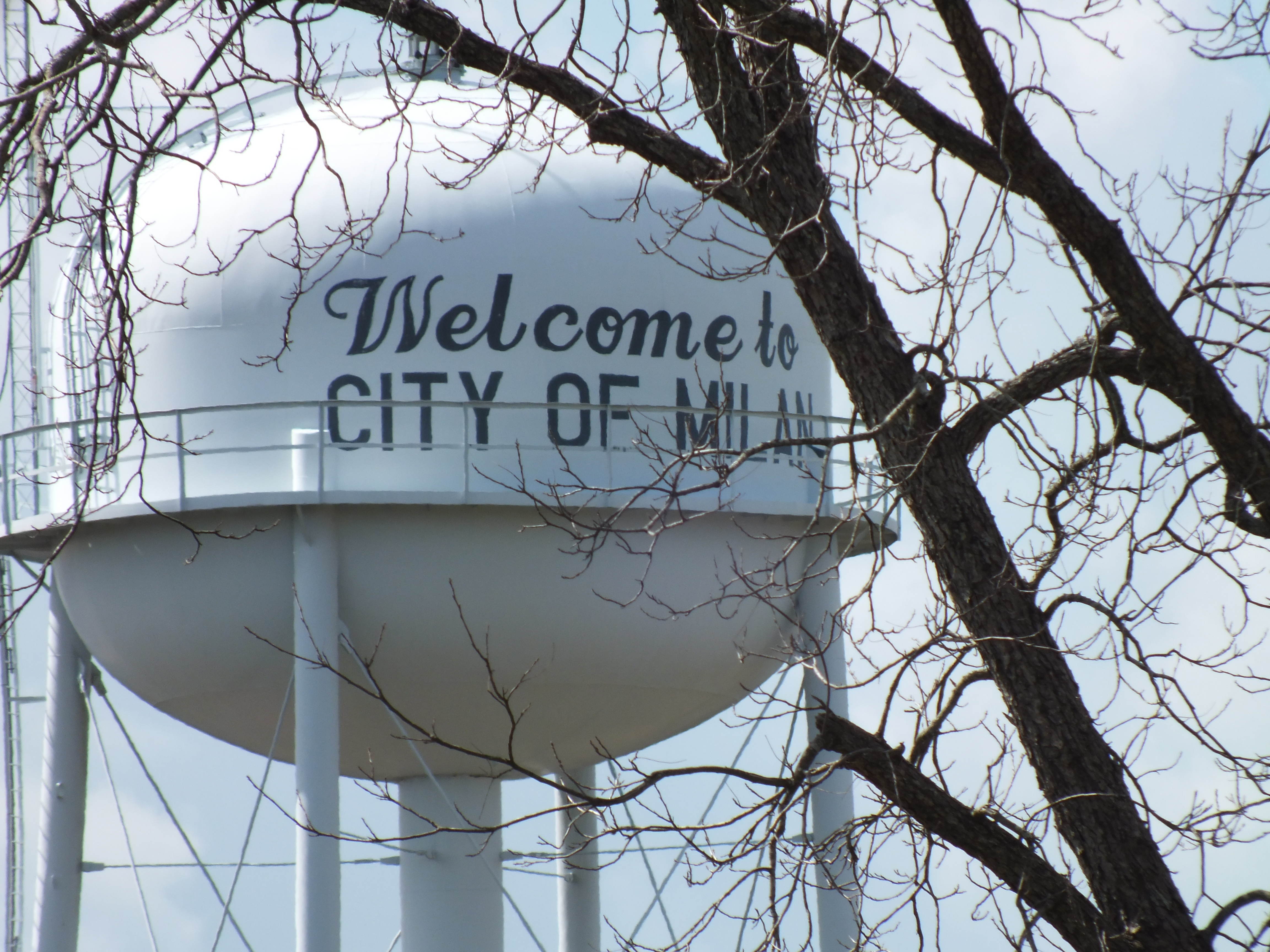
ジョージア州マイラン。

## 人口
2010年アメリカ合衆国国勢調査では、人口は1,012人で、326世帯、215家族が当地に居住していた。人口密度は、124.4人/km²（322.6人/平方マイル）である。また、住居単位は383戸があり、47.1戸/km²（122.1戸/平方マイル）である。人種構成は、64.72%が白人、34.88%がアフリカ系アメリカ人、0.40%が複数の人種の混血である。人種を問わずヒスパニックないしラテン系アメリカ人（ラティーノ）にあたる人々は、人口の 1.28% である。
326世帯のうち、28.8% には18歳未満の子どもが同居しており、52.5% には結婚している夫婦が同居しているが、10.7% は夫のいない女性世帯主の世帯であり、34.0% の世帯は家族ではない人々が同居する世帯である。全世帯の32.2%は単身世帯で、18.7%は65歳以上の単身世帯である。平均的な世帯規模は2.34人で、平均的な家族規模は2.97人である。
年齢階層別の人口構成は、19歳未満が18.2%、18歳から24歳が14.9%、25歳から44歳が32.1%、45歳から64歳が21.6%、65歳以上が 13.1%となっている。年齢の中央値は、36歳である。男女比は、女性100人に対して男性が154.9人となっている。18歳以上に限ると、女性100人に対して男性が166.2人となっている。
世帯収入の中央値は25,461ドル、家族収入の中央値は33,438ドルである。男性の収入の中央値は28,750ドルであるが、女性は18,750ドルである。一人当り所得は、12,451ドルである。家族のおよそ19.8% 、人口の22.8%は貧困線を下回る水準にあり、18歳未満では29.7%、65歳以上では28.8%がこれに相当している。

## 著名な人物
- ウェイン・クーパー（英語版） - 元NBAのバスケットボール選手、マイラン生まれ。